# 디와이덕양
디와이덕양(DY Duckyang Co. Ltd.)은 대한민국의 자동차 부품 기업이다.

## 참고문헌
1. ↑  덕양산업, 美 모든 신차에 음주운전 방지 장치 설치 의무화 추진↑, Fn뉴스, 2023.12.14
2. ↑  덕양산업, 현대차와 6,000억원 규모 Door Trim 공급 계약 소식에 18% 급등, 인포스톡데일리, 2023-11-28
3. ↑  덕양산업, 현대자동차 'NX5'에 Door Trim 공급…6000억원대 규모, 한국경제, 2023-11-28